# Alexina Graham

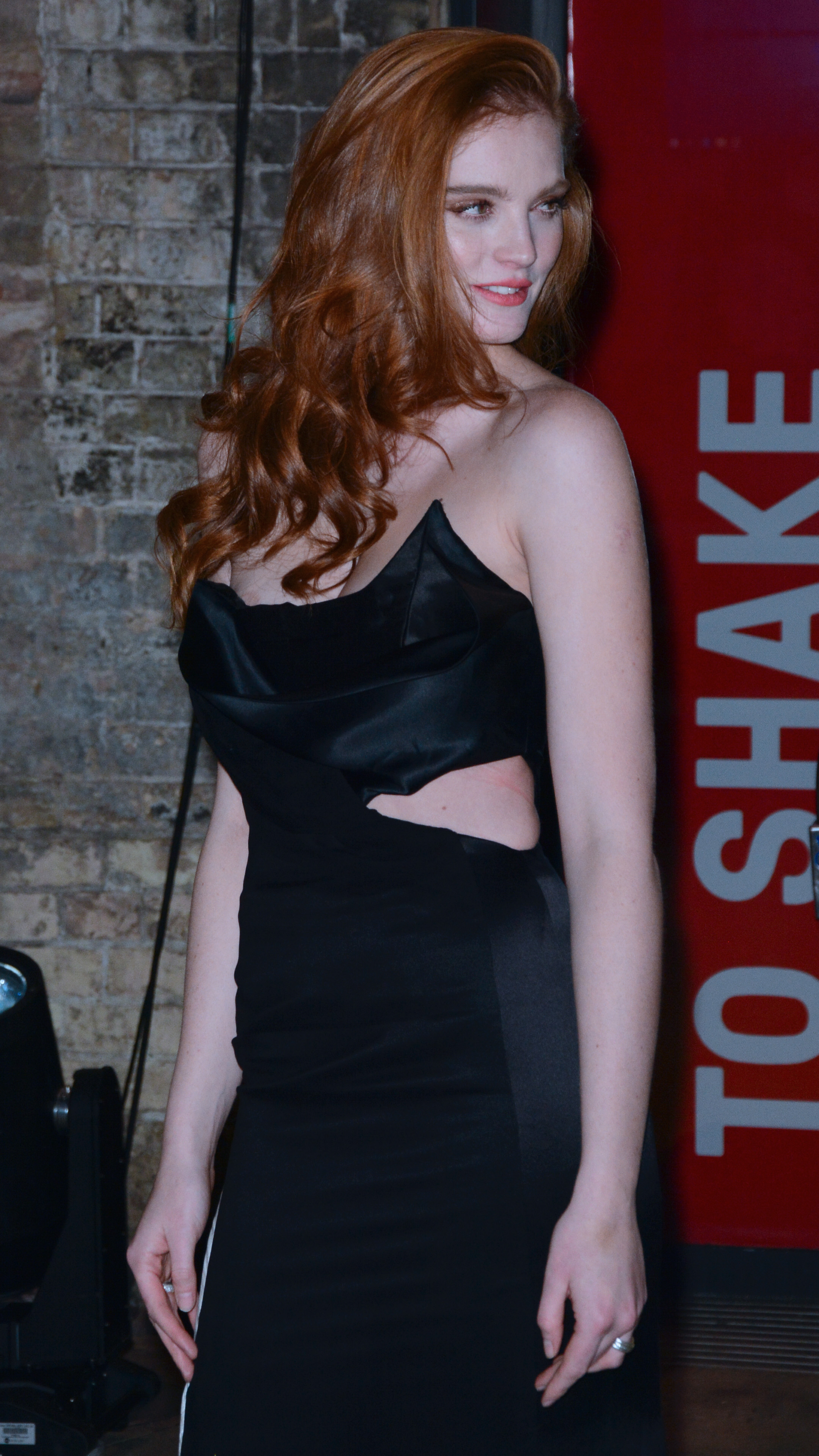
Alexina Graham (2019)

Alexina Lorna Graham (* 3. März 1990 in Nottingham) ist ein britisches Model und Victoria’s Secret-Engel.

## Leben und Karriere
Grahams Eltern trennten sich, als sie drei Jahre alt war; sie wuchs hauptsächlich bei ihrer Mutter und ihrem Stiefvater in Worksop auf. 2008, im Alter von 18 Jahren, zog sie sie nach ihrem Schulabschluss bei ihrer Mutter aus und begann nach einer abgebrochenen Ausbildung zur Hebamme ihre Modelkarriere, als sie einen Wettbewerb und so einen Ein-Jahres-Vertrag mit Maybelline gewann. Es folgten Laufstegauftritte unter anderem für Jean Paul Gaultier, Balmain, Max Mara, Emporio Armani, Brandon Maxwell und Vivienne Westwood. Sie war auf den Titelseiten unter anderem der InStyle oder der italienischen und der arabischen Ausgabe der Vogue zu sehen. 2016 wurde sie von L’Oréal zur weltweiten Markenbotschafterin ernannt. 2017 und 2018 lief Graham auf der Victoria’s Secret Fashion Show und wurde im folgenden Jahr als erste natürlich Rothaarige offiziell zu einem deren „Engel“ ernannt.
Neben ihrer Modelkarriere engagiert sich Graham karitativ, unter anderem für Beder UK, wobei es sich um eine britische Wohltätigkeitsorganisation zum Erhalt psychischer Gesundheit handelt. 2022 war sie Mitbegründerin der Modemarke Xina NYC, die 5 % ihrer Einnahmen an wohltätige Zwecke spendet.